# Боботов-Кук
Боботов-Кук (черног. Боботов Кук) — вершина горного массива Дурмитор в Динарском нагорье, Черногория.
Высота над уровнем моря — 2523 метра (2521 м). В ясную погоду с вершины можно увидеть гору Ловчен, расположенную практически на другом конце страны на Адриатическом побережье, а также горы Копаоник и Тара в Сербии. Раньше Боботов-Кук считался высшей точкой Черногории.
Первое зарегистрированное восхождение совершил в 1883 году Оскар Бауманн.

## Физико-географическая характеристика
Западная стена вершины Боботов-Кук образует природный амфитеатр вместе с соседними вершинами. к западу от стены лежит долина Шкрка, и озера Велико-Шкршко и Мало-Шкршко. Западная стена самая крутая. Южная и восточная стены уходят в каменистые долины Динарского нагорья. Восточная и северная стена образуют вместе вершину компактной пирамиды.

## История восхождений
Первое восхождение на вершину совершил в 1883 году Оскар Бауманн. В 1933 году, группа словенских альпинистов совершила восхождение по южной стене. В 1940 ещё одна группа словенских альпинистов совершила первое зимнее восхождение на Боботов-Кук.
Восхождение на Боботов Кук для профессиональных альпинистов сложности не представляет. В летнее время популярно среди туристов, и занимает от трёх до семи часов, в зависимости от выбранного маршрута и скорости прохождения.